# Gloeophyllales
Ordre
Les Gloeophyllales sont un ordre de champignons basidiomycètes de la classe des Agaricomycetes. 

## Écologie forestière
L'histoire évolutive de ces champignons montre que certaines espèces sont devenues des agents de pourriture brune du bois : plusieurs Gloeophyllales ont développé avec les Polyporales et les Boletales, un mécanisme de dépolymérisation de la cellulose, via la réaction de Fenton, en produisant des radicaux libres hydroxyles qui peuvent extraire les atomes d'hydrogène appartenant aux liaisons osidiques de la cellulose,. 
Agents de dégradation du bois, ces champignons sont redoutés par les sylviculteurs car leur présence sur des parties mortes d'un arbre signifie toujours la mort complète du ligneux dans un délai plus ou moins bref (généralement quelques mois à quelques années après leur apparition). Parallèlement, ils sont des indicateurs de gestion durable des forêts. Ils constituent en effet des micro-habitats riches en biodiversité et figurent parmi les principaux recycleurs du carbone organique dans les écosystèmes terrestres.

## Systématique
L’ordre des Gloeophyllales comporte la famille des Gloeophyllaceae et un genre incertae sedis. 

### Famille desGloeophyllaceae

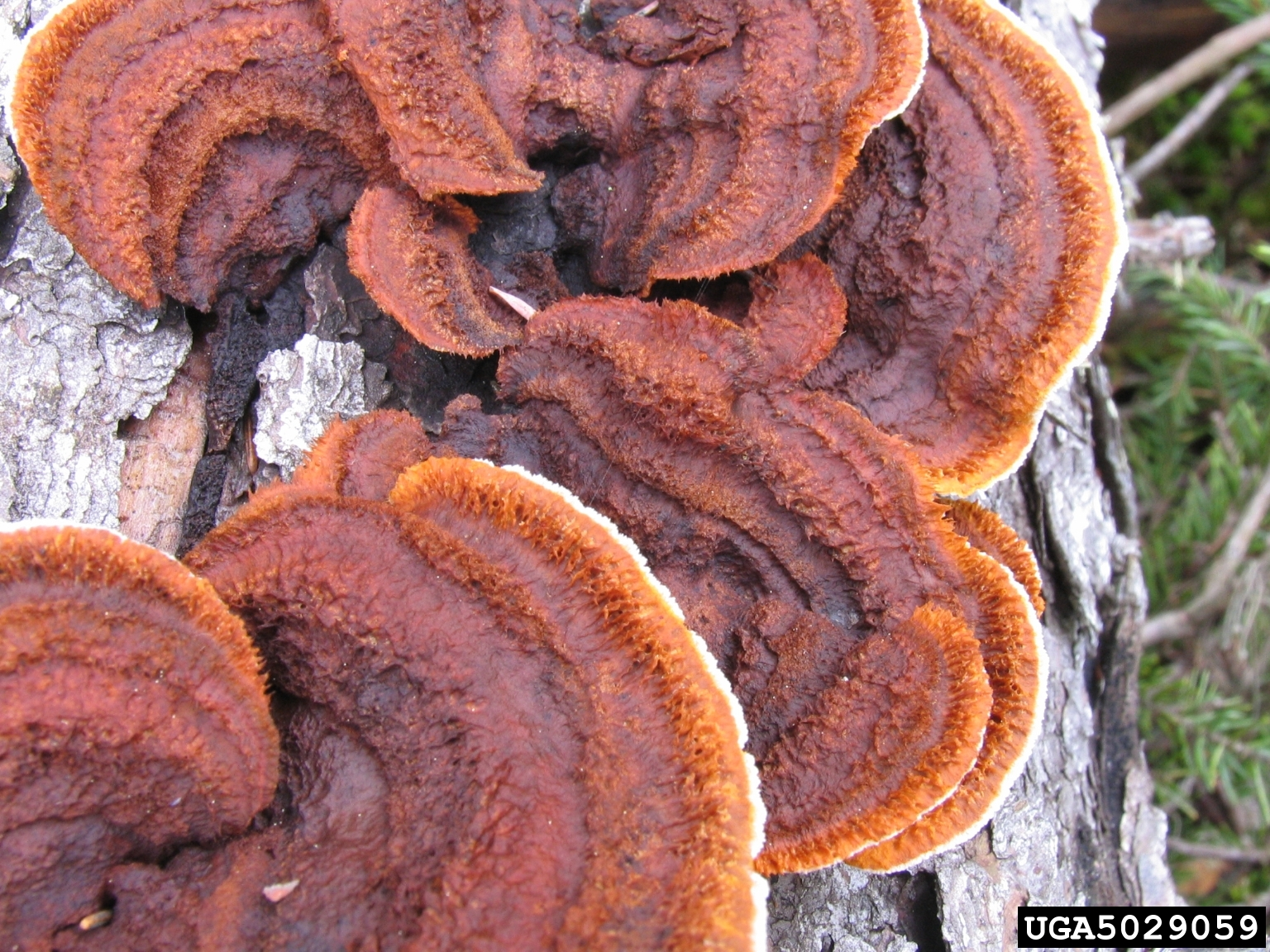
Le genre Gloeophyllum : Gloeophyllum sepiarium

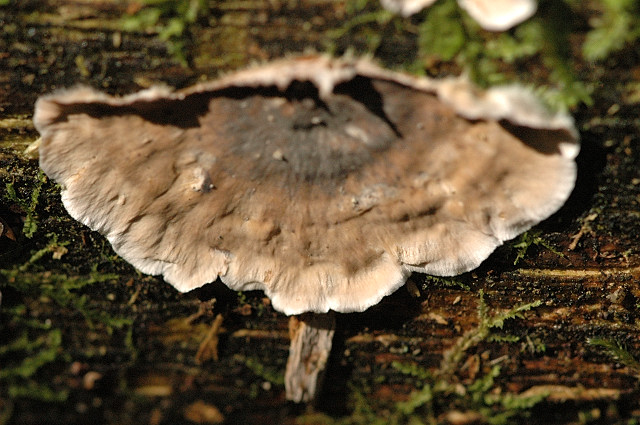
Le genre Veluticeps : Veluticeps abietina

- genre Boreostereum
  - Boreostereum borbonicum
  - Boreostereum radiatum
  - Boreostereum sulphuratum
  - Boreostereum vibrans
- genre Campylomyces
  - Campylomyces heimii
  - Campylomyces tabacinus
- genre Gloeophyllum
  - 13 espèces
- genre Mycobonia
  - Mycobonia flava
- genre Mycothele
  - Mycothele disciformis
- genre Veluticeps
  - 10 espèces

### Famille non précisée
- genre Pileodon
  - Pileodon megasporus
  - Pileodon philippinensis

## Liste des familles et genres
Selon Catalogue of Life (29 octobre 2013) :
- famille Gloeophyllaceae
- famille des Gleophylalles incertae sedis

Selon NCBI (29 octobre 2013) :
- famille des Gloeophyllaceae
  - genre Gloeophyllum
  - genre Griseoporia
  - genre Neolentinus
  - genre Osmoporus
  - genre Veluticeps